# Каштру, Тонта Афонсу
Тонта Афонсу ди Каштру (порт. Tonta Afonso de Castro; 2 апреля 1943, Сан-Сальвадор-ду-Конго) — ангольский военачальник, генерал вооружённых сил Анголы, активный участник войны за независимость и гражданской войны. Был одним из ведущих командиров ЭЛНА — армии движения ФНЛА. Командовал войсками ЭЛНА в битве при Кифангондо. После военно-политического поражения ФНЛА перешёл на сторону правительства МПЛА.

## Приход в ФНЛА/ЭЛНА
Родился в семье политических активистов баконго. С юности был сторонником независимости Анголы. Поддерживал Холдена Роберто, состоял в движении ФНЛА. Соответственно идеологии движения, придерживался националистических, прозападных и антикоммунистических взглядов.
В 1964 году Афонсу Каштру перебрался в Леопольдвиль, где базировалась штаб-квартира ФНЛА. Присоединился к вооружённому крылу ФНЛА — Армии национального освобождения Анголы (ЭЛНА). Прошёл военную подготовку в Тунисе, получил также физико-математическое и инженерное образование. Состоял в командовании ЭЛНА, участвовал в планировании и осуществлении партизанских операций периода антиколониальной войны. Занимал пост начальника штаба ЭЛНА.

## В гражданской войне
После Португальской революции 1974 года начался процесс деколонизации Анголы. Одновременно резко обострились противоречия между тремя антиколониальными движениями — ФНЛА, МПЛА, УНИТА. Алворские соглашения о коалиционном правительстве оказались сорваны. В Анголе началась гражданская война. На севере страны завязались ожесточённые бои между войсками ФНЛА и МПЛА.
В июле 1975 вооружённые силы МПЛА (ФАПЛА) установили контроль над Луандой. Военный центр ФНЛА/ЭЛНА расположился в Амбрише. Оттуда Тонта Афонсу Каштру специально посетил столицу Заира, где находился Холден Роберто, и убеждал лидера ФНЛА попытаться достичь компромисса. С военной точки зрения Афонсу Каштру считал ФНЛА обречённым на поражение, особенно с учётом кубинской поддержки МПЛА. Политически он был противником кровопролития: конфликт между ангольцами, по его мнению, разжигался извне, идеологические конструкции капитализма и коммунизма были чужды ангольскому народу. Но компромисс оказался невозможен.
Военное преимущество ФАПЛА над ЭЛНА становилось всё очевиднее. Однако под командованием Афонсу Каштру ЭЛНА удалось 17 сентября 1975 отбить стратегически важный город Кашито, ставший плацдармом наступления на Луанду.
Тонта Афонсу Каштру осуществлял непосредственное полевое командование ЭЛНА в битве при Кифангондо. Он с самого начала считал это сражение авантюрой, поскольку ФНЛА не имела адекватного вооружения и даже при помощи заирских солдат и португальских боевиков не могла противостоять войскам МПЛА и кубинцам. Афонсу Каштру резко критиковал главнокомандующего ЭЛНА Холдена Роберто за некомпетентные политически мотивированные приказы, приведшие к полному военному разгрому под Кифангондо.
Причины поражения, по мнению Афонсу Каштру, заключались прежде всего в превосходстве ФАПЛА в тяжёлом вооружении, отсутствии единой стратегии и единого командования ЭЛНА, недостатке боевой подготовки союзных заирских войск, неадекватной оценке военно-политической ситуации со стороны руководства ФНЛА.
В начале февраля 1976 Тонта Афонсу Каштру тайно пробрался в Луанду, чтобы оценить перспективы дальнейшего ведения войны. К тому времени ФАПЛА и кубинские экспедиционные войска вели массированное наступление на позиции ФНЛА. Оказать серьёзное сопротивление ЭЛНА не могла — как и предвидел Каштру. Он сделал вывод о невозможности продолжения вооружённой борьбы, и с этим согласился один из политических руководителей ФНЛА Джонни Эдуардо Пиннок. Тем более, что Холден Роберто утратил поддержку президента Заира Мобуту и ЦРУ США — из-за отказа порвать связи с КНДР.
К середине февраля ФНЛА/ЭЛНА потерпели полный разгром и были вытеснены с территории Анголы. Через Амбриш, Уиже и Санту-Антониу-ду-Заири Тонта Афонсу Каштру сумел с группой своих бойцов добраться до Киншасы.

## Конфликты с Холденом Роберто
Отношения Афонсу Каштру с Холденом Роберто быстро ухудшались. Уже в 1976 году Каштру возлагал на Роберто полную ответственность за военно-политический крах ФНЛА. Особое возмущение Каштру вызывала командно-руководящая роль белых наёмников типа Костаса Георгиу (с некоторыми из них доходило до взаимных угроз убийством). Несколько лет спустя Афонсу Каштру узнал, что находившийся в Париже Роберто готовит его арест. Однако Каштру сумел перехватить соответствующий приказ, направленный куратору безопасности ФНЛА Нгола Кабангу.
На фоне этих конфликтов Тонта Афонсу Каштру решил создать собственную военно-политическую организацию. Она получила название Военный комитет сопротивления Анголы — КОМИРА. Роберто категорически осудил эту инициативу. Зато к КОМИРА проявил интерес глава правящего режима МПЛА — президент Анголы Жозе Эдуарду душ Сантуш. Представители НРА в Киншасе установили контакт с Каштру. Вместе с ними Каштру выезжал в район анголо-намибийской границы, где убедил группу бывших боевиков МПЛА, воевавших на стороне ЮАР, сдаться ангольским властям.
Связи Афонсу Каштру с режимом МПЛА стали известны Холдену Роберто. Возникла угроза для жизни Каштру. В октябре 1984 года он перебрался из Заира в Анголу и сдался в распоряжение властей. Вместе с ним ушли 1,5—1,8 тысячи активистов ФНЛА и 20—30 тысяч ангольских беженцев, ранее ушедших в Заир. Незадолго до того аналогичный шаг совершил Джонни Эдуардо Пиннок. Эти действия нанесли серьёзный удар по престижу ФНЛА и Холдена Роберто.

## Генерал правительственной армии
Тонта Афонсу Каштру поступил на службу в ФАПЛА, с 1993 — вооружённые силы Анголы (ФАА). Во второй половине 1980-х служил в Уамбо, участвовал в боях с повстанцами УНИТА. В начале 1990-х командовал Северным фронтом (военным округом). В 1993—2000 возглавлял ангольскую военную миссию в Заире-ДРК. С 2005 по 2009 был советником министра обороны Анголы Кунди Пайхамы. Участвовал в научно-исторических форумах, неоднократно высказывался по битве при Кифангондо. Получил воинское звание генерал-майора.
При этом Генерал Тонта не дезавуировал свои прежние взгляды (тем более после того, как в начале 1990-х МПЛА отказалась от марксизма-ленинизма и согласилось на многопартийную систему). Гражданскую войну он называет трагической ошибкой, но остаётся убеждённым националистом в духе ФНЛА, выступает за укрепление ангольского суверенитета, против проникновения в страну иностранного (в частности арабского) капитала.

## Отставка и оценки
В июне 2014 года был издан приказ президента Жозе Эдуарду душ Сантуша об увольнении в запас в связи с возрастом ряда военачальников ФАА. Среди них был и Тонта Афонсу Каштру. После отставки Каштру живёт частной жизнью, но с готовностью общается с журналистами.
Многие ветераны ФНЛА/ЭЛНА по-прежнему обвиняют Афонсу Каштру в измене. Однако в ангольском обществе он скорее символизирует национальное примирение.

Та война была трагической и бессмысленной авантюрой. Теперь я не смотрю на чью-либо расу или политическую позицию. Для меня все мы ангольцы, все мы друзья.

Тонта Афонсу Каштру

Тонта Афонсу Каштру женат, имеет 12 детей.